# Кућа Бранка Ћопића
Кућа Бранка Ћопића је реплика родне куће књижевника Бранка Ћопића која се налази у Хашанима, општина Крупа на Уни, Република Српска, БиХ. Обновљена је и отворена за јавност јула 2020. године. Кућа Бранка Ћопића је део Спомен-подручја "Башта сљезове боје".

## Бранко Ћопић
Бранко Ћопић (Хашани, 1. јануар 1915 - Београд, 26. март 1984) је био српски и југословенски књижевник. Писао је романе, приповедаке и поезију за децу и старије. Био је члан Српске академије наука и уметности. Дипломирао је на Филозофском факултету у Београду. У Народноослободилачком рату учествовао је од 1941. године.
Бранко Ћопић се убраја међу најзначајније и најчитаније српске писце 20. века. 

## Кућа и спомен подручје
Ћопићева аутентична родна кућа је срушена 1995. године у време рата у Босни и Херцеговини.
Изградња аутентичне реплике куће Бранка Ћопића део је пројекта оживљавања родног места Бранка Ћопића и изградње Спомен-подручја "Башта сљезове боје". Идеја за изградњу јавила се 2014. године када је обележавано 100 година од рођења Бранка Ћопића.
Пројекат обнове куће реализовало је Министарство просвјете и културе Републике Српске, а Општина Крупа на Уни је у сарадњи са Архитектонско-грађевинским факултетом Бања Лука договорила израду Студије за активирање развојних потенцијала Спомен подручја "Башта сљезове боје".
Спомен подручје се налази на око 36 хектара и план је да се стави под заштиту, да се добије статус подручја од посебног значаја.
У оквиру Спомен подручја "Башта сљезове боје" се налази и "Дједа тришин млин" и Спомен-школа у Хашанима.